# Sergei Alexejewitsch Karawajew
Sergei Alexejewitsch Karawajew (russisch Сергей Алексеевич Караваев; * 13. März 1968 in Murom, Oblast Wladimir) ist ein russischer Boxer im Halbmittelgewicht, der bis 1991 für die Sowjetunion angetreten ist.

## Karriere
Karawajew gewann bei den Weltmeisterschaften 1993 in Tampere (Finnland) eine Bronzemedaille im Halbmittelgewicht (–71 kg).
Bei den Goodwill Games 1994 in Sankt Petersburg (Russland) gewann Karawajew die Goldmedaille im Halbmittelgewicht (–71 kg), wobei er im Finale den kubanischen Boxer Juan Carlos Lemus besiegte.
1990 wurde er sowjetischer Meister. 1992 wurde er russischer Meister. Nach 1999 arbeitete Karawajew als Trainer, trat aber auch als Schiedsrichter in Erscheinung.
Am 18. Mai 2016 wurde er nach einem Besuch einer Kirche in seiner Heimatstadt Murom von einem eifersüchtigen Ehemann einer Bekannten mit einem Schlagring verprügelt.

## Auszeichnung
- 1996:  Verdienter Meister des Sports[10]